# FMひがしくるめ
FMひがしくるめは、東京都東久留米市、東京都小平市、東京都清瀬市の一部地域を放送区域として超短波放送（FM放送）をする特定地上基幹放送事業者である株式会社クルメディアが保有する特定地上基幹放送局の呼出名称である。
またクルメディアを設立した特定非営利活動法人の名称でもある。
クルメディアは、TOKYO854くるめラ（とうきょうはちごーよんくるめら）を愛称としてコミュニティ放送をしている。

## 概要
2018年（平成30年）開局。設立者の高橋靖はFMきらら（山口県宇部市）を範として設立の準備を進めてきた。
本社・演奏所（スタジオ）は成美教育文化会館1階に、送信所は会館屋上にある。
インターネット配信はFM++による。
東久留米市、清瀬市、小平市と防災協定を結んでいる。
2021年7月に出力を10Wに増力し、小平市・清瀬市にもエリアを拡大。局愛称も「TOKYO854 くるめラ」に変更した。
番組編成もFMきらら同様、全番組を自社制作している。開局当初の放送時間は8:00 - 24:00。平日は毎日8:00 - 10:00に情報番組を放送しているほか、平日に週1回放送の1時間番組が多数編成されている。土・日の大半の時間帯は平日の1時間番組の再放送を行う「くるめラ道場」を多くの時間で編成（生放送番組も一部編成されている）。
開局当初は東京都内のコミュニティ放送局で唯一24時間放送を行っていなかったが、2023年1月1日から、24時間放送へ移行した。
局のマスコットは「くるめラちゃん」。東久留米市の湧水に住む天然記念物のホトケドジョウをモチーフとしており、放送エリア拡大の際に小平市のブルーベリーと清瀬市のミツバチもモチーフイラストに加わった。前述の再放送枠「くるめラ道場」はくるめラちゃんのドジョウのモチーフにちなんでいる。
コールサインアナウンスではひがしくるめFMとアナウンスし、TOKYO854 くるめラは用いない。

## 沿革
- 2012年（平成24年）
  - 5月28日 - 特定非営利活動法人FMひがしくるめ設立の認証
  - 7月 - 主に市内のイベントでUstream生配信を開始
- 2015年（平成27年）8月10日 - インターネットラジオ「そらじお」を開設、定時放送を開始
- 2016年（平成28年）9月12日 - コミュニティ放送局の免許人とするべく株式会社クルメディアを設立[4]
- 2018年（平成30年）
  - 6月21日 - 特定地上基幹放送局の予備免許取得[5]
  - 6月29日 - 特定地上基幹放送局の免許取得[6]
  - 6月30日 - 愛称「FMひがしくるめ」として開局（出力2W）、FM++によるインターネット配信開始[7]。
- 2021年（令和3年）
  - 7月5日 - 局愛称を「TOKYO854 くるめラ」に変更
  - 7月17日[8] - 送信所を移転し、出力を10Wに増力、小平市・清瀬市にも放送エリアを拡大。
- 2023年（令和5年）
  - 1月1日 - 24時間放送へ移行

## 主な番組
- 情報モーニン!854（平日 8:00 - 9:47、再放送・平日 27:00 - 28:47）
- ゆうやけ854（平日 17:00 - 17:55、再放送・平日 29:00 - 29:55）
- 番宣モーニン!スタレコ（月 10:00 - 10:30）
- はじめんの朝音楽食堂（月 10:30 - 11:00）
- ゆったり清瀬（月 12:00 - 12:55）
- 梅園紗千の最近ど～よ?（月 13:00 - 13:55）
- ぶらぶらミュージック（月 15:00 - 15:55）
- 渓なつきの「人生はミュージカル」[9]（月 19:00-19:55）
- ぱくよんせのJAZZ PARK（月 22:00 - 22:55）
- スマイルはいタッチ!（火 10:00 - 10:55）
- ママラジでございます![10]（火 12:00-12:55）
- 星さいかのときめきラジオ（火 13:00 - 13:55）
- 解決!我が家のホームドクター[11]（火 14:00-14:55）
- 午後のティーブレイク（火 15:00 - 15:55）
- 多功の音楽ダンディ（火 19:00 - 19:55）
- 音楽バイキング（火 20:00 - 20:55）
- 旭のアキララバイ（火 21:00 - 22:55）
- 教えて!ラジオ（水 10:00 - 10:55）
- ゆったり東久留米（水 12:00 - 12:55）
- おんちゃんとみなもんのくるめLife（水 14:00 - 14:55）
- 里美のAfternoon Garden（水 15:00-15:30）
- 熱血！アニソン道場（水 15:30 - 16:00）
- コノマチ★サークル（水 19:00 - 19:55）
- おはようキャッチ!（木 10:00 -10:55）
- 紙芝居師あんぢの拍子木鳴ったら全員集合!（木 12:00 - 12:55）
- くるめラニュース（木 13:00 - 13:55）
- ケアTOKYO854（木 14:00 - 14:55）
- 前嶋のののColoful Sounds Party!（木 16:00 - 16:55）
- 高木悠圭のはるけリズム（木 22:00 - 22:55）
- ぶくろ旋風の起こせ!トルネード（木 23:00 - 23:55）
- リバーサイド854（金 10:00 -10:55）
- ゆったり小平（金 12:00 - 12:55）
- みなみもものフヒヒと笑えば虹がでる（金 13:00 - 13:55）
- ブリッジ（金 15:00-15:55）
- 五大輝一のLa vie en ROSE[12]（金 18:00 - 18:55）
- るるぶら（金 19:00-19:55）
- ART-MAIのスクリーンショット（金 21:00 - 21:55）
- ゆったりくるめラ854（土 12:00 - 12:55）
- アイドル探偵団（土 16:00 - 16:55）
- 人生の天気図（土 19:00 - 19:55）
- くるめラKids[13]（日 10:00 - 10:55）
- Sunday Night Special メールでリクエスト（日 18:00 - 19:55）
- ACKEYのRockMODE (第5水 20:00 - 21:00)